# Johann von Krakau

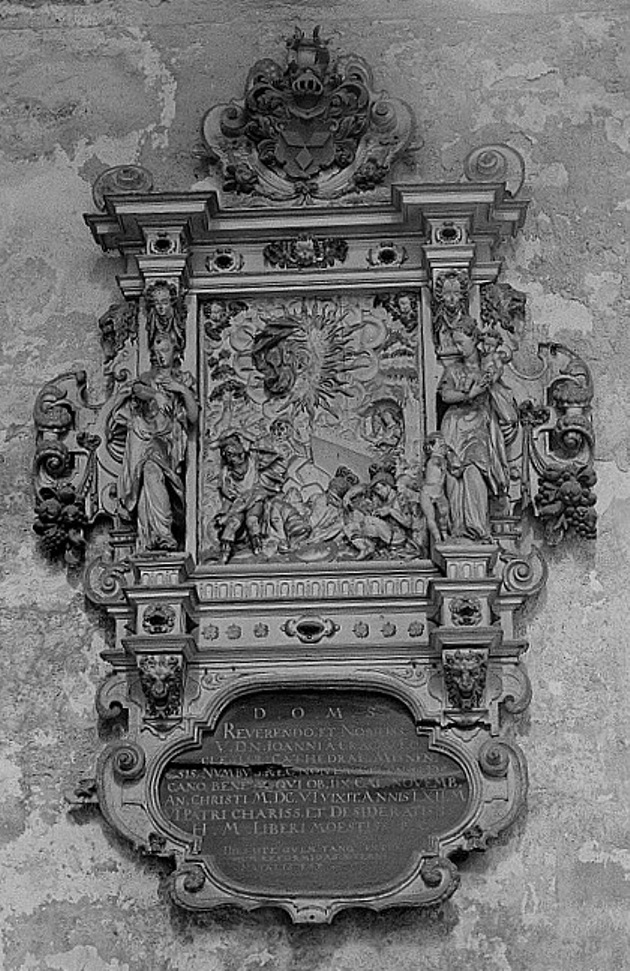
Epitaph für Johann von Krakau im Naumburger Dom (Foto von 1950)

Johann von Krakau (* 30. April 1544; † 24. Oktober 1606 in Naumburg (Saale)) war Domherr und Domdechant des Naumburger Doms.

## Leben
Johann von Krakau war ein Sohn des Grundherrn Franz von Krakau zu Königsbrück und seiner Ehefrau Katharina. Nach dem Besuch der Fürstenschule in Meißen diente er seinem Onkel Christoph von Carlowitz. 1575 wurde er Domherr des Domstifts Naumburg. 1596 zum Domdechanten gewählt, hatte er das wichtigste Amt im Domkapitel inne. Er übte die Kontrolle und Disziplinargewalt über die Geistlichen der Domkirche aus und hatte die Verpflichtung, in Naumburg zu residieren. Er konnte nur mit Erlaubnis des Kapitels für längere Zeit die Stadt verlassen.
Aus seiner Ehe mit Maria von Gersdorff gingen elf Kinder hervor.

## Epitaph
Als Domdekan fand Johann von Krakau seine letzte Ruhestätte im Naumburger Dom und erhielt ein hölzernes Epitaph als Ehrerweisung. Das Epitaph im Stil der Spätrenaissance, das sich heute an der Südwand des südlichen Seitenschiffs befindet, besteht aus einem verkröpften Gebälk und liegt auf zwei zu Löwenköpfen stilisierten Konsolen. Die Konsolen des oberen Gebälks werden von Sphinxmasken gebildet. Seitlich flankieren Frauengestalten, neben denen sich ausladendes Rollwerk mit üppigem Fruchtbehang befindet, die zentrale Darstellung. Das Epitaph wird von einer Wappentafel mit Helmzier bekrönt, die in langgestreckten Voluten ausläuft. Im Zentrum steht die Darstellung der Auferstehung Jesu Christi.